# Johann Baptist Dotzer
Johann Baptist Dotzer (* 20. Dezember 1908; † Februar 1941) war ein deutscher NSDAP-Politiker und Oberbürgermeister der Stadt Neumarkt in der Oberpfalz.

## Leben
Zeitweise arbeitete Dotzer bei der BayWa. Zum 1. November 1929 trat er der NSDAP bei (Mitgliedsnummer 167.417). Am 28. September 1933 trat Bürgermeister Rössert von der BVP aufgrund des Druckes der Nazis von seinem Amt zurück. Am 16. Januar 1934 wurde Dotzer zum Bürgermeister von Neumarkt in der Oberpfalz gewählt. Bereits 1933 war er Kreisleiter der NSDAP in Neumarkt in der Oberpfalz geworden. Im Februar 1941 starb er bei einem Flugzeugabsturz. Sein Nachfolger wurde der NSDAP-Stadtrat Anton Erhart.